# 兰斯战役 (1814年)
漢斯戰役發生於1814年3月13日的法國漢斯，法軍在拿破崙的率領下擊敗了俄普聯軍。

## 背景
時空背景是發生在1814年的戰場上，當時拿破崙先後在征俄之役與萊比錫兩場仗被打得慘敗，隨後反法同盟也攻入法國。拿破崙雖後有贏得一些勝仗（如漢斯戰役），但在面對聯軍五十萬的大軍下，他的七萬部隊依舊無法扭轉戰局。最後聯軍在3月31日攻陷巴黎，迫使拿破崙於4月6日退位。

## 戰役過程
3月12日，伊曼紐爾·德·聖-普里斯特將軍率領一萬五千人攻佔漢斯。對於這樣的狀況，拿破崙從蘇瓦松調來了一萬人的部隊，試圖在隔天奪回這座城市。近三千名聯軍的士兵在這場戰鬥中犧牲，而聖普里斯特也在戰鬥中受了致命傷。
3月14日，拿破崙在寫給他哥哥約瑟夫的信中提到：「昨天我抵達漢斯的時候，看見該城被聖普里斯特將軍旗下三個俄軍師和一個新的普軍師所佔領。但我隨後奪了回來，且俘虜了二十門火炮、眾多補給品及五千名士兵，同時對方將領亦受到致命傷。」
拿破崙在凌晨兩點時進入漢斯，當時聯軍正從城的另一側逃跑，隨後他們撤往拉昂。兩週後，受到致命傷的聖普里斯特在那裡去世。
歷史學家狄格比·史密斯寫道，法軍奪回漢斯的過程中約傷亡900人，俄軍損失1,400人和12門火炮，而普軍則損失1,300人和10門火炮。聖普里斯特的第八軍擁有七千八百人，轄下俄軍第11師、第17師及龍騎兵第1及第4師。弗德里希·威廉·克里斯蒂安·路德維希·馮·亞戈率領的旅團隸屬於普魯士第二軍，轄下5,600人。史密斯並未統計法軍參與戰役的總數，但註明參戰的部隊有：馬爾蒙率領的軍團、路易·弗里安率領的師團、禁衛騎兵以及第一騎兵團。
拿破崙在遭受克里奧訥和拉昂兩慘敗之後，取得了這場輝煌的勝利。根據歷史學家梅考克（F.W.O. Maycock）的研究指出，漢斯的勝利「確實是拿破崙生涯中最經典的勝利之一，也讓他有了重申王位的機會。」 拿破崙再次介入了布呂歇爾和施瓦岑貝格兩部之間的空隙，並推進到兩者的聯繫道路上。漢斯是拿破崙在1814年戰役中最後的一場勝利。

## 註腳
1. 1 2  Houssaye 1947.
2. ↑  Smith 1998，第511頁.
3. ↑  Maycock 2008，第103頁.
4. ↑  Maycock 2008，第104頁.

## 外部連結
- 拿破崙遊戲 （页面存档备份，存于）
- Live d'Or
- 戰爭和香檳 （页面存档备份，存于）

49°15′46″N 4°02′05″E / 49.2628°N 4.0347°E